# Yong Hock Kin
Yong Hock Kin (* 14. Juni 1974 in Negeri Sembilan) ist ein malaysischer Badmintonspieler. 

## Karriere
Yong Hock Kin gewann 1997 Bronze im Herreneinzel, seiner Spezialdisziplin, bei den Südostasienspielen. 1998 siegte er bei den Indonesia Open und wurde Dritter bei den Asienspielen. 2001 war er bei den Thailand Open erfolgreich. Beim Thomas Cup 1998 wurde er Vizeweltmeister mit dem malaysisches Herrenteam.

## Sportliche Erfolge
| Saison | Veranstaltung                         | Disziplin    | Platz | Name          |
| ------ | ------------------------------------- | ------------ | ----- | ------------- |
| 1997   | Südostasienspiele                     | Herreneinzel | 3     | Yong Hock Kin |
| 1997   | Taiwan Open                           | Herreneinzel | 5     | Yong Hock Kin |
| 1997   | Indonesian Open                       | Herreneinzel | 3     | Yong Hock Kin |
| 1998   | Thomas Cup                            | Herrenteam   | 2     | Malaysia      |
| 1998   | Indonesia Open                        | Herreneinzel | 1     | Yong Hock Kin |
| 1998   | Commonwealth Games                    | Herreneinzel | 2     | Yong Hock Kin |
| 1998   | World Badminton Grand Prix            | Herreneinzel | 3     | Yong Hock Kin |
| 1998   | Japan Open                            | Herreneinzel | 5     | Yong Hock Kin |
| 1998   | Asienspiele                           | Herreneinzel | 3     | Yong Hock Kin |
| 2000   | Taiwan Open                           | Herreneinzel | 3     | Yong Hock Kin |
| 2001   | Thailand Open                         | Herreneinzel | 1     | Yong Hock Kin |
| 2002   | China: Internationale Meisterschaften | Herreneinzel | 3     | Yong Hock Kin |